# Yeni Adana Stadyumu
Yeni Adana Stadyumu – stadion piłkarski w Adanie, w Turcji. 

## Historia
Budowa stadionu rozpoczęła się w 2014 roku. Z powodu opóźnień w budowie termin otwarcia był wielokrotnie przekładany, ostatecznie obiekt został ukończony pod koniec 2020 roku, a otwarcia dokonano 19 lutego 2021 roku. Stadion powstał na północnych przedmieściach Adany, około 10 km od centrum miasta. Budowa kosztowała 140 mln TRY i została sfinansowana ze środków publicznych. Arena powstała dla dwóch głównych klubów piłkarskich Adany, Adanasporu i Adana Demirsporu, które przed otwarciem nowego stadionu rozgrywały swoje spotkania na położonym w centrum miasta 5 Ocak Fatih Terim Stadyumu.
Nowy obiekt może pomieścić 33 543 widzów. Trybuny znajdują się tuż za liniami końcowymi boiska i otaczają je ze wszystkich stron. Składają się one z dwóch kondygnacji, przedzielonych pasem lóż i miejsc biznesowych. Krzesełka dla widzów na trybunach tworzą kolorową mozaikę przedstawiającą płomienie, połowa krzesełek jest niebiesko-granatowa (nawiązanie do barw Adana Demirsporu), a połowa pomarańczowo-biała (nawiązanie do barw Adanasporu). Z zewnątrz stadion zwieńczony jest elewacją, a widownię przykrywa dach.
Został otwarty 19 lutego 2021 roku. Może pomieścić 33 543 widzów.